# Los Angeles Wolves
Los Angeles Wolves war ein Fußballverein aus Los Angeles in den USA, der 1967 und 1968 bestand. 1967 wurde die Mannschaft US-amerikanischer Meister. Eigentümer war der Sport- und Medienunternehmer Jack Kent Cooke.
Mitte 1967 nahm der englische Verein Wolverhampton Wanderers FC als Los Angeles Wolves an der Meisterschaft des seinerzeitigen offiziellen Fußballverbandes der USA, der United Soccer Association teil und belegte in der Western Division den ersten Platz unter sechs Teilnehmern und besiegte im Finale den als Washington Whips angetretenen Aberdeen FC aus Schottland mit 6:5 nach Verlängerung. Heimstadion war in jenem Jahr das Los Angeles Memorial Coliseum.
1968 spielte die vornehmlich aus Engländern, aber auch einem Norweger und einigen Südamerikanern neu zusammengestellte Mannschaft bei der Erstausspielung der North American Soccer League in der Pacific Division und wurde dort Dritter. Heimstadion war in jenem Jahr das Rose Bowl Stadium.
Anschließend wurde der Verein, wie einige andere auch, aufgelöst.